# Mandja
Mandja (kannadsky ಮಂಡ್ಯ) je město v Karnátace, jednom z indických svazových států. V roce 2011 v ní žilo přes 137 tisíc obyvatel.

## Poloha
Mandja leží v jižní části Karnátaky přibližně čtyřicet kilometrů severovýchodně od Maisúru a přibližně sto kilometrů jihozápadně od Bengalúru.

## Obyvatelstvo
K roku 2001 měla Mandja zhruba 131 tisíc obyvatel, z toho přibližně 51 % mužů a 49 % žen. Přibližně 73 % z nich bylo gramotných.